# Kim Hill
Kim Hill (Starkville, 30 dicembre 1963) è una cantante statunitense di musica cristiana e gospel. Attiva dalla fine degli anni ottanta. Ha vinto numerosi premi ed è stata candidata per un Grammy Awards..

## Biografia
Ha esordito come cantante solista nel 1988, firmando un contratto con l'etichetta discografica Reunion Record per la quale ha pubblicato il suo primo album di inediti, l'eponimo Kim Hill. Nel 1992 ottenne una candidatura ai Grammy Awards per l'album Brave Heart, per la categoria "Best Rock/Contemporary Gospel Album", mentre ha vinto tre GMA Dove Award: due da solista, rispettivamente nel 1994 (per l'album Brave Heart nella categoria Recorded Music Packaging of the Year) e nel 1999(nella categoria Praise and Worship Album of the Year per l'album dal vivo Renewing the Heart: Four Such a Time as This), mentre nel 1994 ha partecipato a un album di artisti vari vincitore del premio Praise and Worship Album of the Year, intitolato Songs from the Loft.
Oltre alla carriera come artista gospel solista, ha lavorato come corista per diversi altri artisti tra cui Rich Mullins. 

## Discografia

### Album in studio
- 1988 - Kim Hill (Reunion)
- 1989 - Talk About Life (Reunion)
- 1991 - Brave Heart (Reunion)
- 1994 - So Far So Good (Reunion/BNA)
- 1997 - The Fire Again (Chordant)
- 1998 - Arms of Mercy (StarSong)
- 2002 - Hope No Matter What (Fervent)
- 2004 - Real Christmas (Fervent)
- 2006 - Broken Things (33rd Street)
- 2007 - Surrender (Kim Hill Music)
- 2010 - Sing (33rd Street)
- 2011 - Christmas Back to You (Kim Hill Music)

### Album dal vivo
- 1998 - Renewing the Heart Live (StarSong)
- 1999 - Renewing the Heart for Such a Time as This (StarSong)
- 2003 - Surrounded by Mercy

### Raccolte
- 1995 - Testimony (Reunion)
- 1999 - Signature Songs (Green Tree)

### Singoli
- 1988 - Faithful
- 1989 - Snake in the Grass
- 1991 - Satisfied
- 1994 - Janie's Gone Fishin'
- 1994 - Wise Beyond Her Tears

## Premi e riconoscimenti
1992
- GMA Dove Award nella categoria Recorded Music - Packaging of the Year per l'album Brave Heart

1994
- GMA Dove Award nella categoria Praise and Worship Album of the Year per l'album Songs from the Loft (inciso con altri artisti)[4]

1999
- GMA Dove Award nella categoria Praise and Worship Album of the Year per l'album Renewing the Heart for Such a Time as This[4]

### Candidature
1992
- Grammy Award nella categoria Best Rock/Contemporary Gospel Album per l'album Brave Heart.[3]